# Wrap (cine)
El término wrap (literalmente, envolver) lo utilizaron los directores en los primeros días de la industria del cine para indicar el final de la filmación. Desde la década de 1920, los cineastas han estado usando esta frase cuando se concluye la fotografía principal y la película está lista para la fase de postproducción. En ese momento, es tradicional celebrar una fiesta de clausura (wrap party, en inglés) para el elenco y el equipo de la película. Esto marca el final de la colaboración de los actores (a excepción de posibles doblajes o recolecciones) en la película. Pueden ser convocados para promocionar la película cuando esté a punto de estrenarse.
El término "wrap" a veces se dice que es un acrónimo de "Wind, Reel and Print", aunque esto se discute, y es muy probablemente un retroacrónimo.